# Valverde de Gonzaliáñez
Valverde de Gonzaliáñez es una entidad de población española del municipio de Horcajo Medianero, perteneciente a la provincia de Salamanca, en la comunidad autónoma de Castilla y León.

## Historia
Hacia mediados del siglo XIX, el lugar, una alquería ya por entonces perteneciente a Horcajo Medianero, tenía contabilizada una población de ocho habitantes. Aparece descrito en el decimoquinto volumen del Diccionario geográfico-estadístico-histórico de España y sus posesiones de Ultramar de Pascual Madoz con las siguientes palabras:

VALVERDE DE GONZALIAÑEZ: alq. en la prov. de Salamanca, part. jud. de Alba de Tormes, térm. municipal de Horcajo-medianero. pobl.. 4 vec., 8 almas.
(Madoz, 1849, p. 499)

En 2023, la entidad singular de población tenía empadronados 45 habitantes.